# إعصار يوتو
إعصار يوتو ويعرف في الفلبين بإعصار روزيتا هو إعصار ضرب جزيرة لوزون في الفلبين وجزر ماريانا وإمتد لاحقاً إلى سواحل الصين، وصف بكونه أقوى إعصار يضرب جزر ماريانا.

طريق وشدة العاصفة أوتو